# Recurso biológico
Os recursos biológicos são a matéria e energia que o ser humano pode obter dos seres vivos, tais como matérias-primas para o vestuário, calçado, mobiliário e alimentos. Incluem os recursos agropecuários, os recursos florestais e os recursos marinhos.
- Agropecuários

Os recursos agropecuários são os animais e plantas que fornecem alimentos, como a carne, o leite, os ovos, os frutos, as hortaliças, matérias-primas para indústrias. Várias indústrias dependem destes recursos, como as de lacticínios, de panificação e de processamentos de carnes. A indústria pesada também utiliza matérias-primas, como algodão e a lã (provenientes de recursos agropecuários).  
- Florestais

Os recursos florestais são os produtos da floresta - matérias-primas, alimentos e paisagem para recreio e lazer. A madeira é usada nas indústrias de mobiliário e papel. As resinas servem para a indústria das tintas e vernizes. Os frutos e sementes como castanhas, nozes e pinhões e os cogumelos comestíveis têm como destino a indústria alimentar.
- Marinhos

Os recursos marinhos incluem os animais marinhos e as algas que fornecem alimentos e matérias-primas. Diversas espécies de peixes, crustáceos e moluscos são capturadas para alimentação humana e as algas são colhidas, sendo matéria-prima para diversas indústrias, como a indústria farmacêutica.
Updated: 08-06-2012